# Рогозин, Виктор Александрович
Виктор Александрович Рогозин (род. 26 июня 1983, Кропоткин) — российский спортсмен-рыболов. Чемпион России 2019 по рыболовному спорту в дисциплине ловля спиннингом с берега в личном и командном зачёте. Член сборной команды России по рыболовному спорту.

## Биография
Родился 26 июня 1983 года в городе Кропоткин Краснодарского края. В 2000 году окончил лицей № 44, затем учился в Кубанском институте международного предпринимательства и менеджмента.
В 2005 году, после переезда в Москву, начал увлекаться ловлей форели. Позже стал принимать участие в соревнованиях Форелевой лиги.
С 2017 года участвует в турнирах PAL Trout Лиги профессиональных рыболовов.
В 2018 году победил в личном зачёте на Международном открытом Чемпионате России и Республики Абхазия по ловле спиннингом с берега.
В 2019 году стал победителем Чемпионата России в личном и командном зачёте, а также занял второе место на Кубке России. На российских соревнованиях представляет Ставропольский край.
С 2019 года является членом сборной команды России по рыболовному спорту.